# Alain Moizan
Alain Moizan (* 18. November 1953 in Saint-Louis, Senegal) ist ein ehemaliger französischer Fußballspieler und aktueller -trainer senegalesischer Abstammung.
Seine erfolgreichste Zeit hatte er beim AS Monaco, wo er 1978 französischer Meister und 1980 französischer Pokalsieger wurde.
Im Februar 2008 übernahm Moizan das Amt als Nationaltrainer von Mauretanien, sein zweites Engagement als Nationaltrainer, nachdem er zuvor schon Mali gecoacht hatte.
2012 wurde er Nationaltrainer von Neukaledonien. Mit dem Team erreichte er den zweiten Platz bei der Fußball-Ozeanienmeisterschaft 2012.